# Chorax
A Chorax a Csillagok háborúja elképzelt univerzumának egyik bolygója.

## Tudnivalók
A Chorax a Rachuk szektorban levő Chorax rendszer egyetlen bolygója. A Chorax rendszer a Folor és a Talasea rendszerek között helyezkedik el. A bolygót buja növényzet borítja. A hatalmas dzsungeleket széles tavak törik meg. A Chorax a csempészek és kalózok legfőbb búvóhelye volt az Új Rend idején.